# David Riudor
David Riudor (Barcelona, 24 de octubre de 1995) es un mago y empresario español, conocido por introducir nuevas tecnologías en la magia en España. Co fundador y actual CEO de GOIN

## Biografía
Empieza a trabajar como profesional a los 13 años de edad, publicitando sus espectáculos a través de Google Adwords. Al poco tiempo empieza a desarrollar tecnología para otros magos, colaborando con artistas como Jorge Blass o David Copperfield. Posteriormente en 2015 crea una aplicación para aprender a hacer magia con el teléfono móvil. En 2017 presenta el espectáculo Tecnomagos junto a Xavi Cabezas, llegando a actuar en las sedes de Twitter o Apple en Estados Unidos. 
Fue finalista del premio Círculo Ecuestre Joven Relevante 2019. Ingeniero de formación, Riudor es uno de los principales promotores en España en la utilización de smartphones, tabletas o relojes inteligentes en la magia. Ha actuado en países como Estados Unidos, Francia u Holanda y sus trabajos le han llevado a colaborar con grandes marcas como HP, Intel o Mercedes a la edad de 15 años.  
Desde hace años es un asiduo de los medios de comunicación donde comparte sus experiencias como mago y emprendedor: Riudor es asimismo CEO de GOIN, empresa que en 2017 fue reconocida como la mejor startup del mundo por Angelhack. La aplicación es considerada entre las más innovadoras de España captando 1.000 nuevos usuarios todos los días habiendo superado los 400.000 en 2021. Riudor entra en la lista de jóvenes más influyentes de Europa realizada por la revista Forbes junto con sus socios Gabriel Esteban y Carlos Rodríguez.

## Distinciones
- Finalista Premio Joven Relevante - Círculo Ecuestre (2019)[5]
- Finalista Persona más Influyente en Producto Digital - Product Hackers Awards (2019)[12]
- Premio Salvà i Campillo al Emprendimiento - Lanit (2020)[13]
- Categoría Fintech - Forbes '30 under 30' (2020)[14]